# Mytella
Mytella is een geslacht van tweekleppigen uit de familie van de Mytilidae.

## Soorten
- Mytella brasiliensis (Gray, 1825)
- Mytella guyanensis (Lamarck, 1819)
- Mytella maracaibensis Beauperthuy, 1967
- Mytella speciosa (Reeve, 1857)
- Mytella strigata (Hanley, 1843)
- Mytella tumbezensis (Pilsbry & Olsson, 1935)

Niet geaccepteerde soorten:
- Mytella bicolor (Bruguière, 1792) → Mytella guyanensis (Lamarck, 1819)
- Mytella charruana (d'Orbigny, 1842) → Mytella strigata (Hanley, 1843)
- Mytella falcata (d'Orbigny, 1846) → Mytella strigata (Hanley, 1843)